# Porte des Anglais (Naucelle)
Pour les articles homonymes, voir Porte des Anglais.
La porte des Anglais est une porte de ville située à Naucelle (Aveyron), en France.

## Localisation
La porte de ville est située sur la commune de Naucelle, dans le département français de l'Aveyron.

## Historique
L'édifice est inscrit au titre des monuments historiques en 1978.